# 11 Diagonal Street
Le 11 Diagonal Street est un gratte-ciel de la ville de Johannesburg, dans la province sud-africaine du Gauteng. Il doit son nom à sa situation géographique.
Culminant à 80 mètres (262 pieds), il compte vingt étages et abrite les locaux d'une entreprise commerciale. Il fut construit en 1984 par l'architecte Helmut Jahn et grâce à la collaboration de deux cabinets d'architectes, le Louis Karol ISR et le Murphy Jahn Inc. Le coût de sa construction est évalué à près de 56 millions de Rand.
Son architecture moderniste atypique mêlant verre et acier évoque un diamant, pierre précieuse dont la région du Gauteng, anciennement intégrée au Transvaal, est l'un des principaux producteurs mondiaux.